# Plectris lojana
Plectris lojana är en skalbaggsart som beskrevs av Moser 1924. Plectris lojana ingår i släktet Plectris och familjen Melolonthidae. Inga underarter finns listade i Catalogue of Life.